# Нечкау
Нечкау (нім. Netzschkau) — місто в Німеччині, розташоване в землі Саксонія. Входить до складу району Фогтланд. Складова частина об'єднання громад Нечкау-Лімбах.
Площа — 12,52 км2. Населення становить 3770 ос. (станом на 31 грудня 2020).

## Галерея

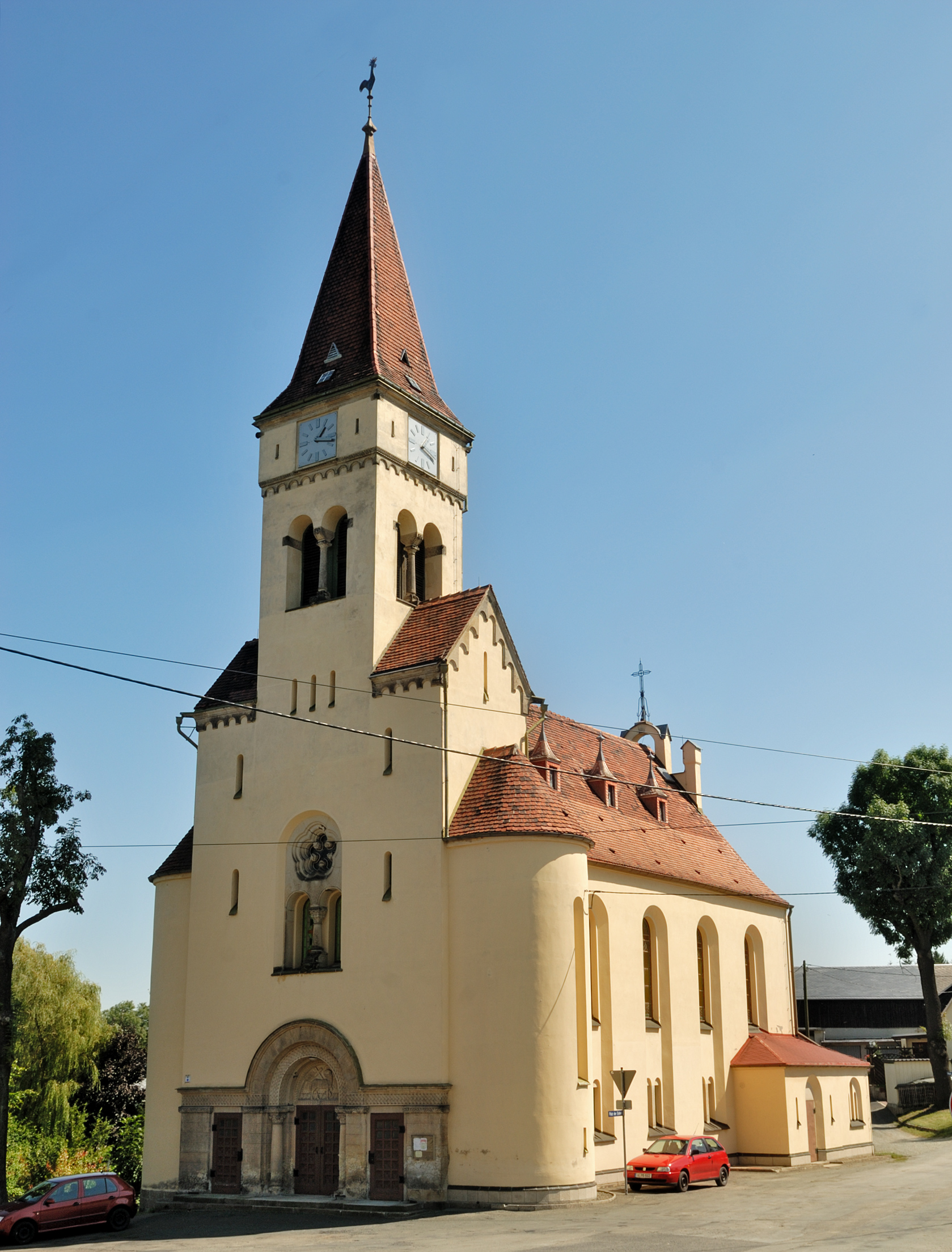
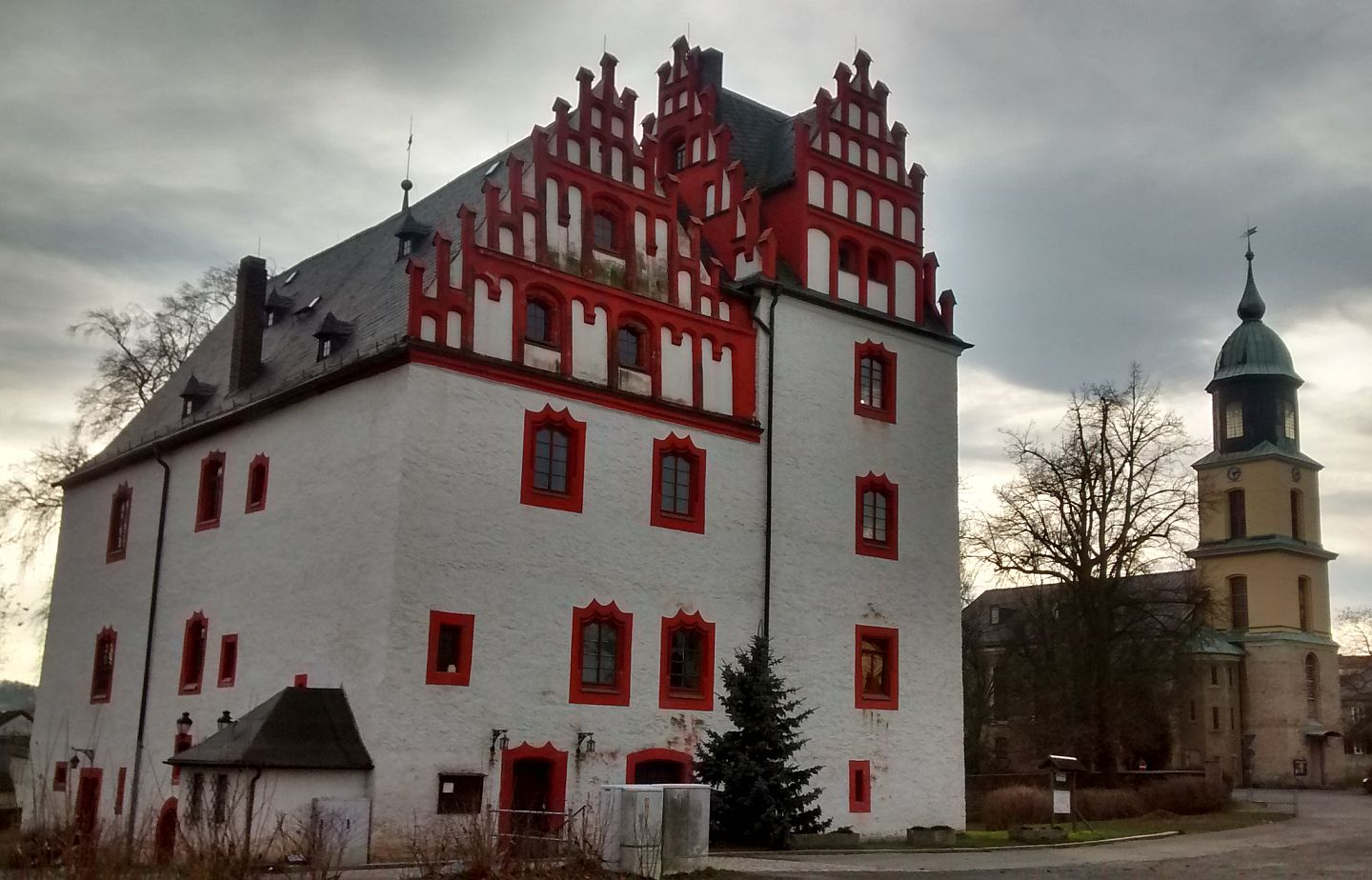
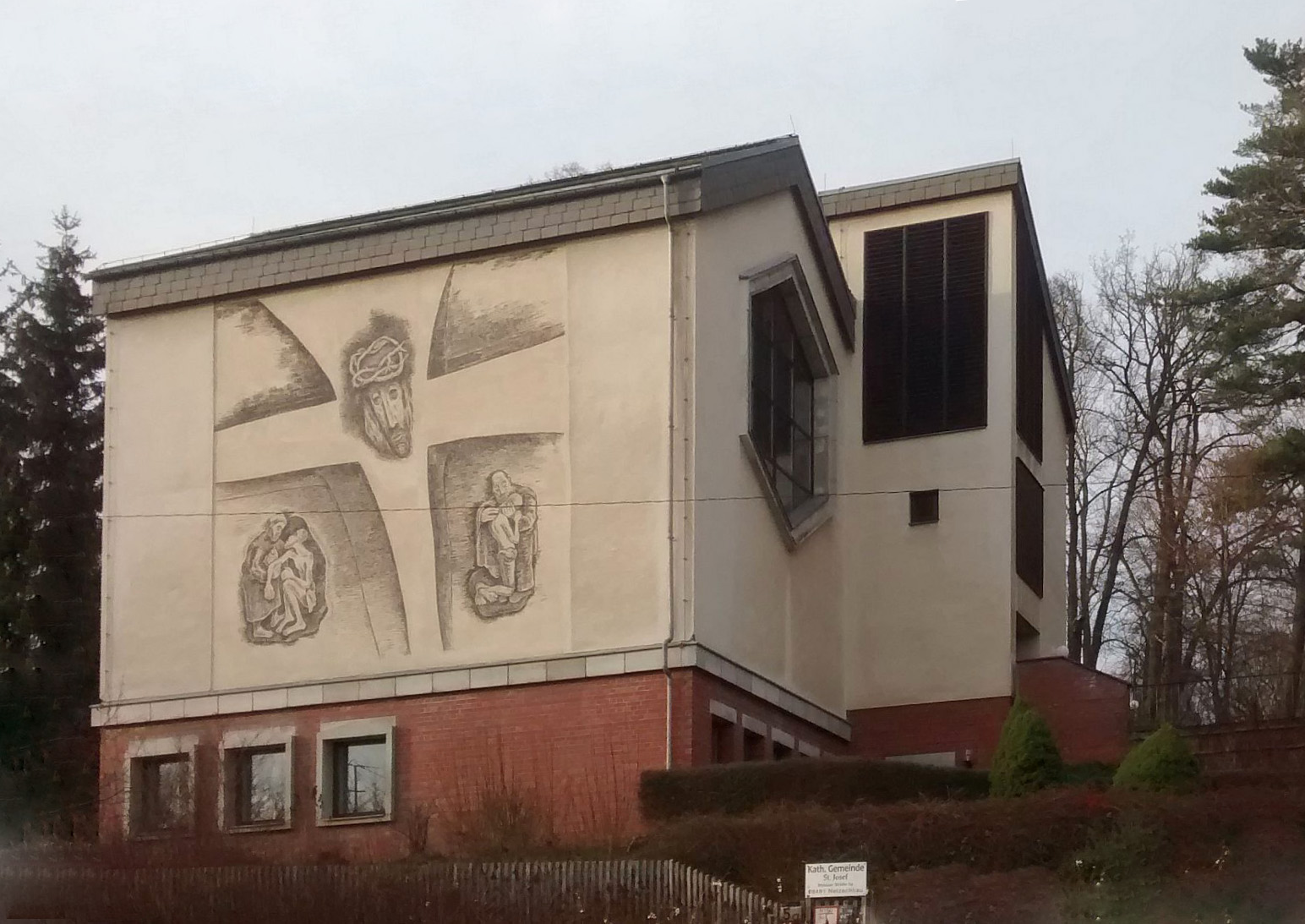
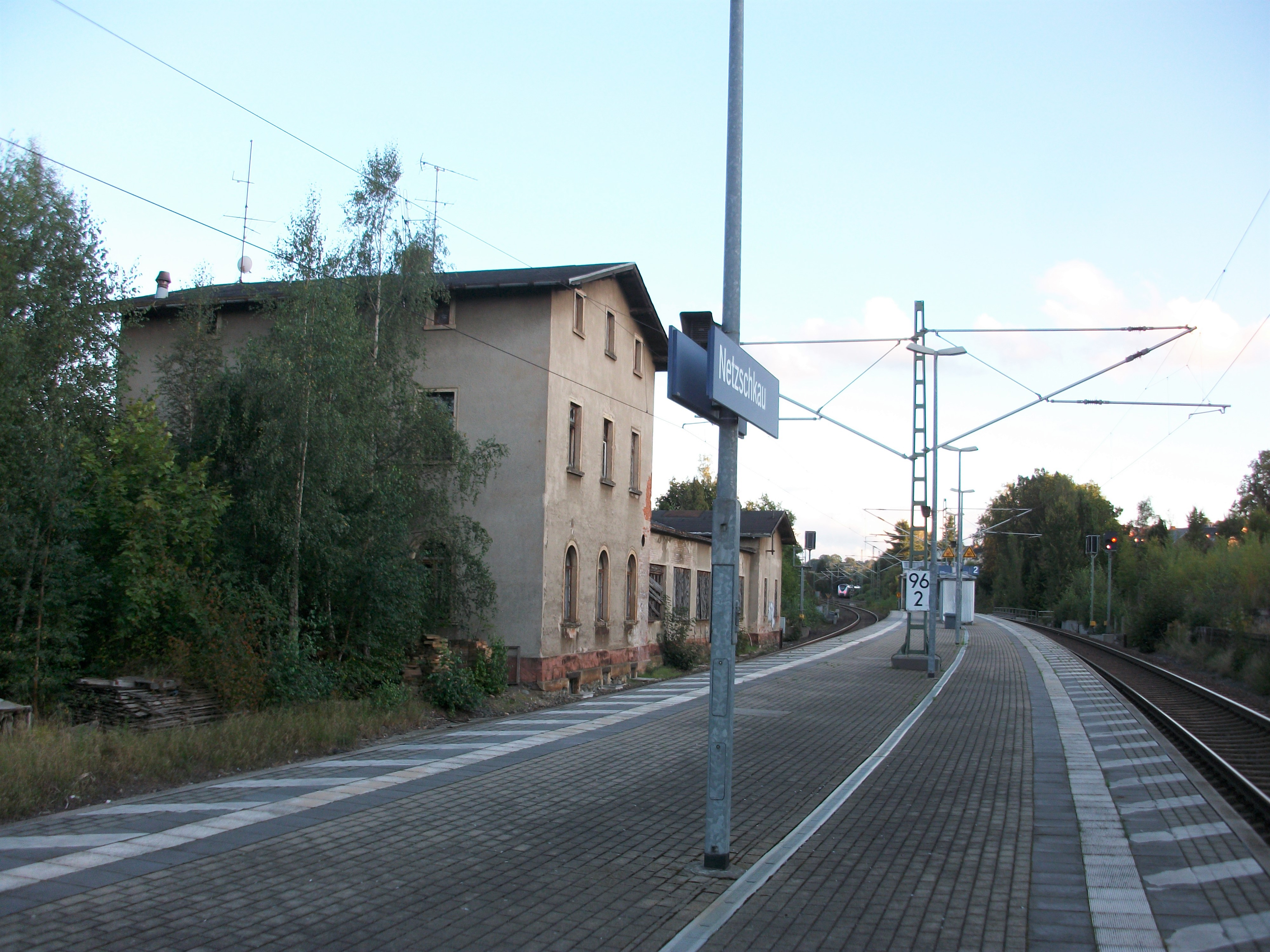